# Алгоритъм на прилепа
Алгоритъмът на прилепа (на английски: bat algorithm) е метаевристичен алгоритъм за глобална оптимизация, вдъхновен от ехолокационното поведение на насекомоядните прилепи с вариращи честоти и височина на издавания звук. Алгоритъмът на прилепа е разработен през 2010 година от британския математик Син-Шъ Ян,  разработил също и метаевристичните алгоритми на светулката (firefly algorithm), на кукувицата (cuckoo search) и на опрашването (flower pollination algorithm).

## Описание на алгоритъма
Метафората за ехолокацията на прилепите, използвана в тази биологично вдъхновена изчислителна парадигма, може да се резюмира по следния начин: Всеки виртуален „прилеп“ (агент) се движи на случаен принцип със скорост {\displaystyle v_{i}} до позиция (решение) {\displaystyle x_{i}} с вариращи параметри честота (дължина на вълната) и височина на издавания звук {\displaystyle A_{i}}. Докато търси и открива плячката си, прилепът променя честотата, височината и пулсацията {\displaystyle r}. Търсенето на решение става по-интензивно при локално случайно блуждаене. Изборът на най-добро решение продължава докато не бъдат удовлетворени определени критерии за край. Алгоритъмът основно използва техника за настройване на честотата, контролираща динамичното поведение на рояк от прилепи, и намира баланс между проучване и експлоатация (exploration and exploitation), контролирайки настройките на зависимите от алгоритъма параметри.
Детайлно въведение в метаевристичните алгоритми, включително алгоритъма на прилепа, е дадено от Ян  с предоставено демо на Matlab/Octave. Демо на Matlab е налично и от портала Matlab exchange.

## Псевдокод
Алгоритъмът на прилепа е обобщен като псевдокод по следния начин.
```
1  Parameters: 

  

    

      

        
n

        
,

        
α

        
,

        
γ

      

    

    
{\displaystyle n,\alpha ,\gamma }

  

```

```
2  Initialise the bats population 

  

    

      

        

          

            

              
x

              
→

            

          

          

            
i

          

        

      

    

    
{\displaystyle {\overrightarrow {x}}_{i}}

  

 and 

  

    

      

        

          

            

              
v

              
→

            

          

          

            
i

          

        

      

    

    
{\displaystyle {\overrightarrow {v}}_{i}}

  

 randomly
```

```
3  Define pulse frequency 

  

    

      

        

          

            

              
f

              
→

            

          

          

            
i

          

        

      

    

    
{\displaystyle {\overrightarrow {f}}_{i}}

  

 at 

  

    

      

        

          

            

              
x

              
→

            

          

          

            
i

          

        

      

    

    
{\displaystyle {\overrightarrow {x}}_{i}}

  

```

```
4  
for 

  

    

      

        
i

      

    

    
{\displaystyle i}

  

 = 1 to 

  

    

      

        
n

      

    

    
{\displaystyle n}

  

 do
```

```
5     Initialise pulse rates 

  

    

      

        

          
r

          

            
i

          

        

      

    

    
{\displaystyle r_{i}}

  

 and loudness 

  

    

      

        

          
A

          

            
i

          

        

      

    

    
{\displaystyle A_{i}}

  

```

```
6  
end for
```

```
7  Compute 

  

    

      

        
f

        
(

        

          

            

              
x

              
→

            

          

          

            
i

          

        

        
)

      

    

    
{\displaystyle f({\overrightarrow {x}}_{i})}

  

```

```
8  Find the current best 

  

    

      

        

          

            

              
x

              
→

            

          

          

            
∗

          

        

      

    

    
{\displaystyle {\overrightarrow {x}}_{*}}

  

```

```
9  
while
 stop condition not met 
do
```

```
10    
for 

  

    

      

        
i

      

    

    
{\displaystyle i}

  

 = 1 to 

  

    

      

        
n

      

    

    
{\displaystyle n}

  

 do
```

```
11       Generate new solutions by adjusting:
```

```
12          Frequency: 

  

    

      

        

          

            

              
f

              
→

            

          

          

            
i

          

        

        
=

        

          

            

              
f

              
→

            

          

          

            
m

            
i

            
n

          

        

        
+

        
(

        

          

            

              
f

              
→

            

          

          

            
m

            
a

            
x

          

        

        
−

        

          

            

              
f

              
→

            

          

          

            
m

            
i

            
n

          

        

        
)

        
β

        
,

        
β

        
∈

        
[

        
0

        
,

        
1

        
]

      

    

    
{\displaystyle {\overrightarrow {f}}_{i}={\overrightarrow {f}}_{min}+({\overrightarrow {f}}_{max}-{\overrightarrow {f}}_{min})\beta ,\beta \in [0,1]}

  

```

```
13          Velocity: 

  

    

      

        

          

            

              
v

              
→

            

          

          

            
i

          

          

            
t

          

        

        
=

        

          

            

              
v

              
→

            

          

          

            
i

          

          

            
t

            
−

            
1

          

        

        
+

        
(

        

          

            

              
x

              
→

            

          

          

            
t

          

        

        
−

        

          

            

              
x

              
→

            

          

          

            
∗

          

          

            
t

          

        

        
)

        

          

            

              
f

              
→

            

          

          

            
i

          

        

      

    

    
{\displaystyle {\overrightarrow {v}}_{i}^{t}={\overrightarrow {v}}_{i}^{t-1}+({\overrightarrow {x}}^{t}-{\overrightarrow {x}}_{*}^{t}){\overrightarrow {f}}_{i}}

  

```

```
14          Location: 

  

    

      

        

          

            

              
x

              
→

            

          

          

            
t

          

        

        
=

        

          

            

              
x

              
→

            

          

          

            
i

          

          

            
t

            
−

            
1

          

        

        
+

        

          

            

              
v

              
→

            

          

          

            
i

          

          

            
t

          

        

      

    

    
{\displaystyle {\overrightarrow {x}}^{t}={\overrightarrow {x}}_{i}^{t-1}+{\overrightarrow {v}}_{i}^{t}}

  

```

```
15       
if 

  

    

      

        
r

        
a

        
n

        
d

        
>

        

          
r

          

            
i

          

        

      

    

    
{\displaystyle rand>r_{i}}

  

 then
```

```
16          Select a solution among the best solutions
```

```
17          Generate a local solution around the selected best solution
```

```
18       
end if
```

```
19       Generate a new solution by flying randomly
```

```
20       if 

  

    

      

        
r

        
a

        
n

        
d

        
<

        

          
A

          

            
i

          

        

        
 

        
 

        
&

        
 

        
 

        
f

        
(

        

          

            

              
x

              
→

            

          

          

            
i

          

        

        
)

        
<

        
f

        
(

        

          

            

              
x

              
→

            

          

          

            
∗

          

        

        
)

      

    

    
{\displaystyle rand<A_{i}\ \ \&\ \ f({\overrightarrow {x}}_{i})<f({\overrightarrow {x}}_{*})}

  

```

```
21          Accept the new solutions
```

```
22          Increase: 

  

    

      

        

          
r

          

            
i

          

        

        
 

        
:

        
 

        

          
r

          

            
i

          

          

            
t

            
+

            
1

          

        

        
=

        

          
r

          

            
i

          

          

            
0

          

        

        
[

        
1

        
−

        
exp

        
⁡

        
(

        
−

        
γ

        
t

        
)

        
]

      

    

    
{\displaystyle r_{i}\ :\ r_{i}^{t+1}=r_{i}^{0}[1-\exp(-\gamma t)]}

  

```

```
23          Decrease: 

  

    

      

        

          
A

          

            
i

          

        

        
 

        
:

        
 

        

          
A

          

            
i

          

          

            
t

            
+

            
1

          

        

        
=

        
α

        

          
A

          

            
i

          

        

      

    

    
{\displaystyle A_{i}\ :\ A_{i}^{t+1}=\alpha A_{i}}

  

```

```
24       
end if
```

```
25    
end for
```

```
26    Find the current best 

  

    

      

        

          
x

          

            
∗

          

        

      

    

    
{\displaystyle x_{*}}

  

```

```
27 
end while
```

```
28 Postprocess results and visualisation
```